# 索德拉日察市鎮

索德拉日察市鎮於斯洛維尼亞的位置

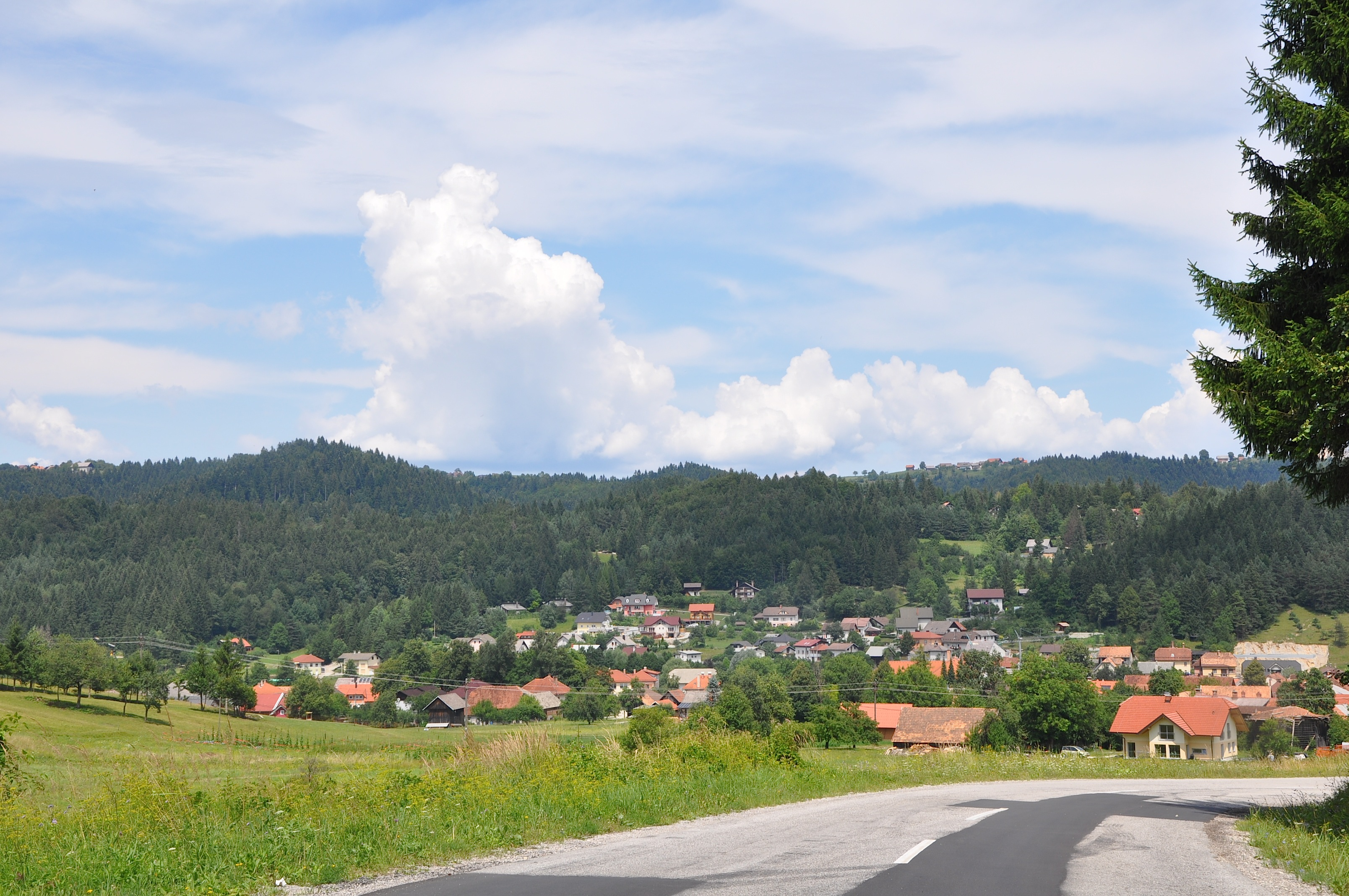
索德拉日察

索德拉日察市鎮是斯洛文尼亞南部的市镇，行政中心為索德拉日察。市镇面積为49.5平方公里，2011年人口数量为2,164人。

## 外部連結
- 官方网站  （斯洛文尼亚文）